# H-IIA

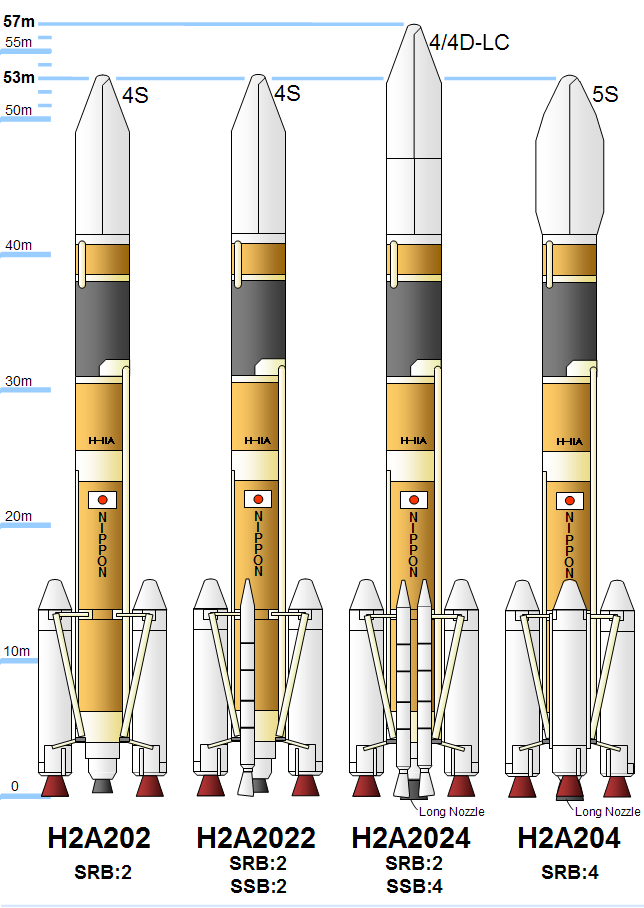
De vier H-IIA-modellen

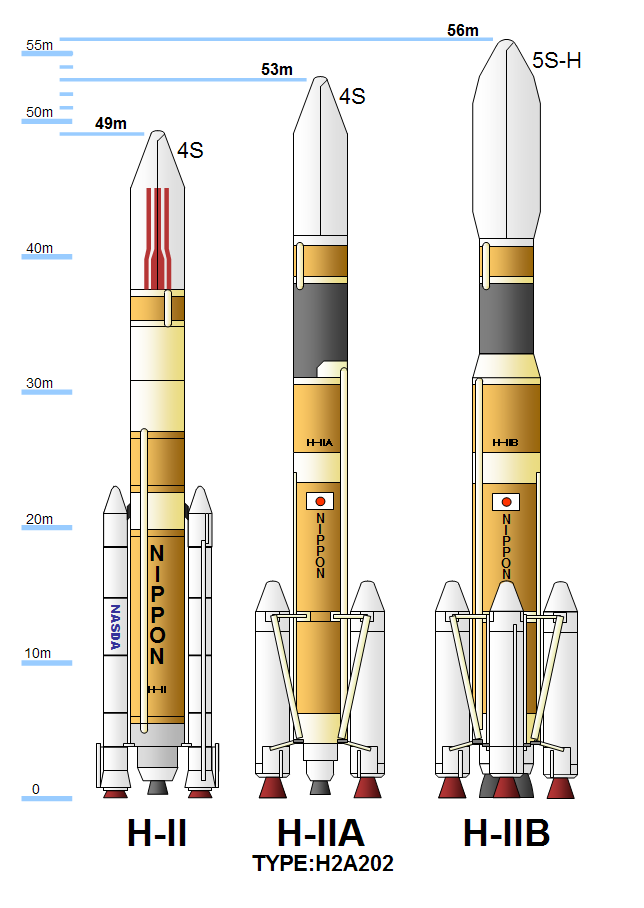
Vergelijking van de H-II, H-IIA en H-IIB

De H-IIA (H2A) was een reeks van Japanse draagraketten, die vooral werd gebruikt om satellieten in een geostationaire baan te brengen. De raketten werden gemaakt door Mitsubishi Heavy Industries (MHI) voor de Japan Aerospace Exploration Agency, of JAXA. Lanceringen vonden vooral plaats op het Tanegashima Space Center. De H-IIA was afgeleid van de eerdere H-II-raket. Er waren vier verschillende varianten van de H-IIA. Deze werden tussen 2001 en 2025 50 maal gelanceerd, waarvan 49 keer met succes.
Een afgeleid ontwerp, de H-IIB, die ongeveer een derde meer nuttige lading kon lanceren, was geoptimaliseerd voor lanceringen naar een lage baan om de Aarde. Dit werd bereikt met een krachtiger eerste trap die twee LE-7A-hoofdmotoren bevatte waar de H-IIA er één had. De diameter van deze eerste trap was ook groter dan bij de H-IIA. Deze werd tussen 2009 en 2020 negen maal gebruikt voor het onbemande HTV-ruimtevaartuig waarmee het Internationaal Ruimtestation ISS werd bevoorraad. Naar hogere banen waren de prestaties van de H-IIA en H-IIB vergelijkbaar. Anders dan de H-IIA werd de H-IIB die in mei 2020 zijn laatste vlucht maakte daarom niet commercieel aangeboden.
Mitsubishi Heavy Industries heeft inmiddels een opvolger, de H-III, die goedkoper dan de H-II-varianten is en in 2023 een mislukte eerste testvlucht maakte. De prijs van die raket is ongeveer 50 miljoen dollar; vergelijkbaar met een herbruikbare Falcon 9. Begin 2024 was een tweede lancering wel succesvol en werd deze in bedrijf genomen.

## Geschiedenis
De H-IIA werd voor het eerst gelanceerd op 29 augustus 2001. Aanvankelijk werden de raketten gemaakt door JAXA zelf. De zesde lancering, op 29 november 2003, mislukte toen een lekkende booster zijn afkoppelmechanisme beschadigde en niet kon worden afgeworpen. Op 1 april 2007 werd de productie van H-IIA-raketten overgedragen van JAXA aan MHI. Vlucht 13 met aan boord de SELENE was de eerste H-IIA die gelanceerd werd na deze privatisering. 
Dit was tevens de eerste keer dat een H-IIA werd ingezet om een satelliet buiten een geocentrische baan te brengen. 
De laatste lancering was op 28 juni 2025.

## Afbeeldingen

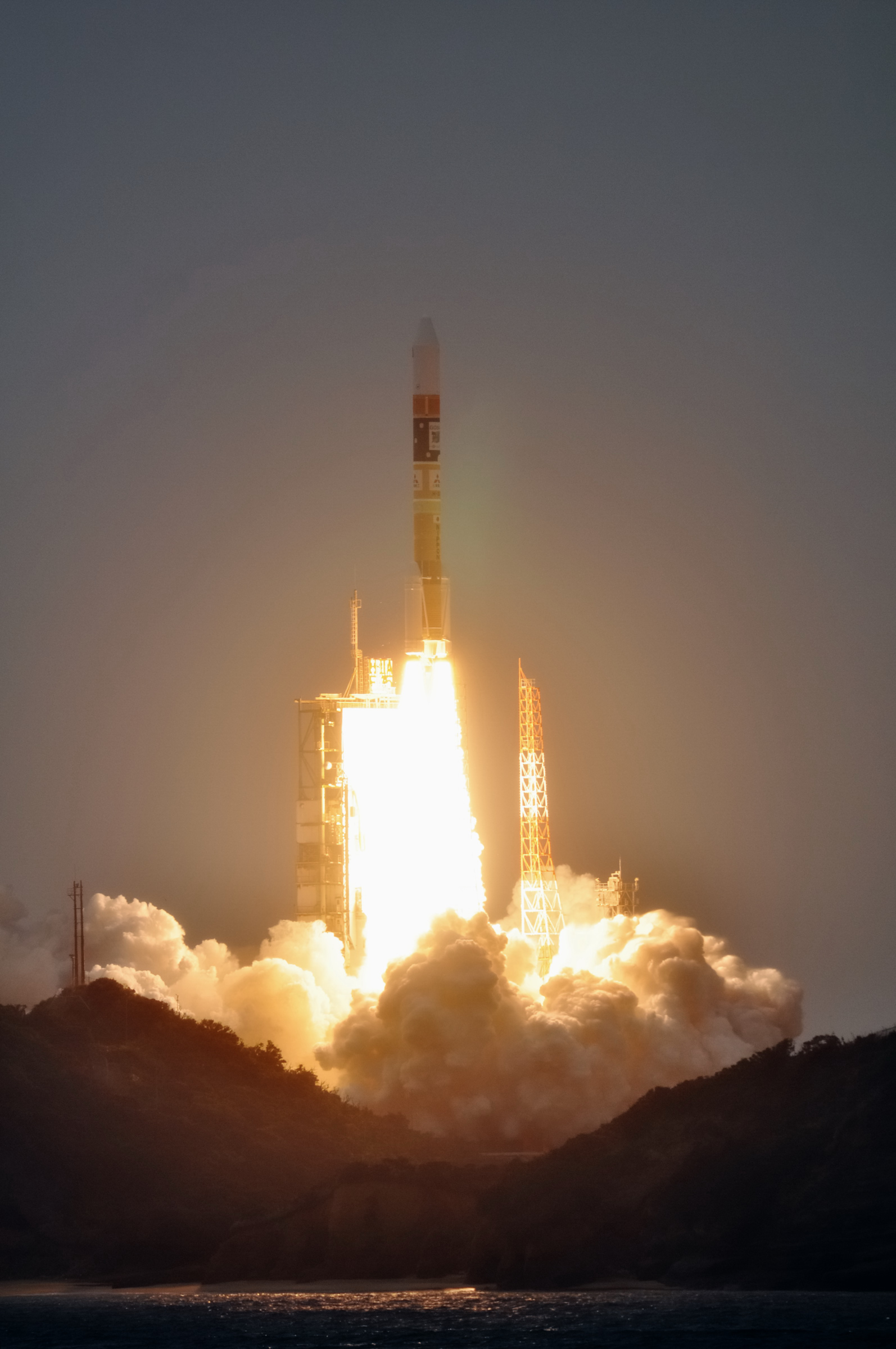
Lancering van een H-IIA
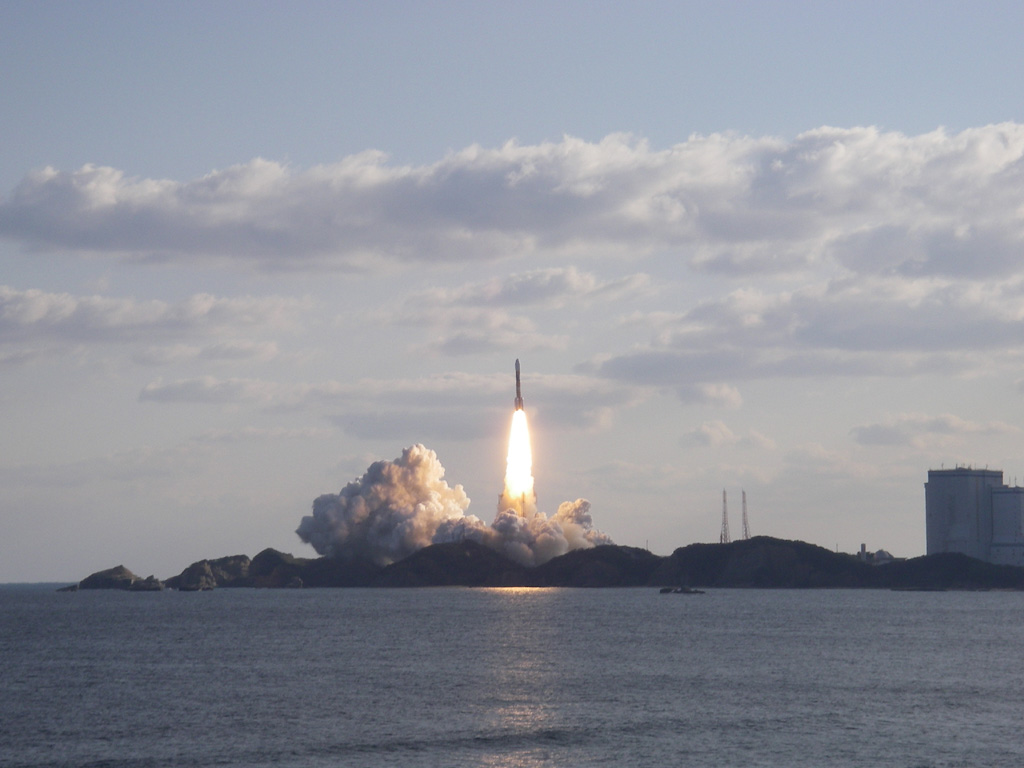
H-IIA-vlucht 11